# Сексуальное насилие в ЮАР

Южно-Африканская Республика

Согласно исследованию, проведённому Организацией Объединённых Наций в 1998—2000 годах, Южно-Африканская Республика заняла первое место в мире по количеству изнасилований на душу населения.  В 1998 году, по данным африканского отделения организации Community Information, Empowerment and Transparency (CIET), была изнасилована каждая третья из 4000 опрошенных в Йоханнесбурге женщин.
Более 25 % южноафриканских мужчин, опрошенных Южноафриканским советом по медицинским исследованиям в 2009 году, заявили, что совершали изнасилования; почти каждый второй из давших такой ответ признался, что изнасиловал нескольких человек.
73 % признавшихся в изнасиловании впервые совершили его в возрасте до 20 лет. По оценкам, за год в ЮАР происходит 500 000 изнасилований.

## Изнасилования детей
Также ЮАР находится на одном из первых мест в мире по количеству изнасилований детей. Опрос CIET показал, что 60 % несовершеннолетних обоих полов не считают насилием принуждение знакомого человека к сексу, а примерно 11 % юношей и 4 % девушек признались, что принуждали других к сексу с ними. При опросе полутора тысяч школьников в йоханнесбургском районе Соуэто каждый четвёртый участник сказал, что «jackrolling», как называют групповое изнасилование, — это «классно», а отказ от секса со стороны девушки, по словам более чем половины опрошенных, фактически означает согласие.
В 2001 году шестеро мужчин в возрасте от 24 до 66 лет изнасиловали девятимесячную девочку, когда её молодой матери не было рядом. Умерла четырёхлетняя девочка, изнасилованная своим отцом. Над 14-месячной девочкой надругались два её дяди. Сообщалось, что в феврале 2002 года четверо мужчин изнасиловали 8-месячного ребёнка. Одному из мужчин было предъявлено обвинение. Для восстановления здоровья ребёнка потребовалось множество хирургических операций, а преследование преступников привлекло повышенное внимание общества. После этих и других случаев, имевших место после 2001 года, проблема встала более остро, повысилась необходимость принятия социальных мер и новых законов.
Более 67 000 случаев изнасилований и сексуальных посягательств, жертвами которых стали дети, было зарегистрировано в ЮАР в 2000 году, в то время как в 1998 году зарегистрированных случаев было 37 500. Органы опеки и попечительства считают, что количество незарегистрированных случаев может быть в 10 раз выше этих цифр. Наиболее значительно за период с 1998 по 2000 год выросло количество случаев сексуального насилия в отношении детей младше семи лет. Считается, что в распространении насилия над детьми сыграл свою роль рост бедности, преступности и безработицы, однако наибольшее беспокойство вызвано другой причиной: в стране укоренился миф, что совокупление с девственницей излечивает мужчин от ВИЧ и СПИДа.
По словам Сюзанн Леклерк-Мадлалы, преподавателя и исследователя антропологии из Дурбанского университета, этот миф существует не только в ЮАР: «Исследователи СПИДа, работающие в Замбии, Зимбабве и Нигерии, рассказали мне, что этот миф существует и в этих странах, и что его называют основной причиной большого количества преступлений сексуального характера против детей».
ЮАР занимает пятое место в мире (после Эсватини, Лесото, Ботсваны и Зимбабве) по доле ВИЧ-инфицированных во взрослом населении страны, которая составляет 14 %. Эдит Крил, социальный работник, помогающий изнасилованным детям в Восточно-Капской провинции, заявила: «Нередко детей насилуют их родственники, включая отцов и опекунов».

## «Исправительные» изнасилования
Для лесбиянок в ЮАР также сложилась опасная обстановка. Многие, особенно среди чернокожего населения, уверены, что так называемое «исправительное» («корректирующее», «лечебное») изнасилование делает лесбиянок гетеросексуальными. Правительство страны обвиняют в том, что оно потакает этой практике, боясь показаться недостаточно мужественным. Большой резонанс вызвал один из таких случаев, когда Эуди Симелане, игрок национальной женской сборной ЮАР по футболу и борец за права сексуальных и гендерных меньшинств, была изнасилована группой лиц и убита.